# Joakim Johansson (friidrottare)
Ej att förväxla med musikern Jocke Johansson (1923–1965).
Ej att förväxla med konstnären Joakim Johansson.
Joakim Johansson, född 12 januari 1976, är en svensk före detta friidrottare (långdistans- och terränglöpare). Han tävlade för Hälle IF.
Vid EM inomhus 2002 i Wien deltog Johansson på 3 000 meter och kom på en tiondeplats med 8:06,47.Johansson sprang 5 000 meter vid EM 2002 i München. Tävlingsledningen beslöt stryka försöksheaten och låta alla löparna springa final direkt. Detta medförde dock att finalen blev stökig med många knuffar. Joakim Johansson råkade härvid ut för ett fall och hamnade till slut på en 21:a och sista plats i finalen.

## Personliga rekord
| Utomhus - 800 meter: 1:54,14 (Skövde 9 juni 1998) - 1 500 meter: 3:47,05 (Gävle 25 juni 1998) - 1 engelsk mil: 4:07,61 (Växjö 10 augusti 1999) - 3 000 meter: 8:04,82 (Göteborg 3 augusti 2000) - 5 000 meter: 13:38,07 (Ludvika 27 juni 2002) - 10 000 meter: 28:56,91 (Helsingfors, Finland 24 augusti 2002) - 10 000 meter: 29:04,87 (Camaiore, Italien 6 april 2002) - 10 km landsväg: 29:46 (Stockholm 11 augusti 2001) - Halvmaraton: 1:05,00 (Haag, Nederländerna 30 mars 2003) - 3 000 meter hinder: 9:03,49 (Växjö 29 augusti 2000) | Inomhus - 1 500 meter: 3:46,01 (Malmö 10 januari 1999) - 3 000 meter: 7:55,06 (Stockholm 6 februari 2002) |

### Fotnoter
1. ↑  Wiger 2006, s. 57.
2. 1 2  Wiger 2006, s. 61.
3. ↑  Wiger 2006, s. 88.
4. 1 2 3  Wiger 2006, s. 81.
5. 1 2 3 4  Wiger 2006, s. 91.
6. ↑  ”Stora inne-SM 2002, resultat” (htm). Arkiverad från originalet den 13 december 2002. https://web.archive.org/web/20021213092936/http://m1.406.telia.com/~u40606160/ResultatISM.htm. Läst 14 april 2015.
7. ↑  ”Stora inne-SM 2004, resultat” (htm). goteborgfriidrott.se. Arkiverad från originalet den 12 november 2016. https://web.archive.org/web/20161112141637/http://www.goteborgfriidrott.se/globalassets/goteborgs-friidrottsforbund/dokument/resultat-och-statistik/resultatarkiv/2006-o-tidigare/040222ism.htm. Läst 21 april 2015.
8. 1 2 3 4 5 6 7 8 9 10  ”Personsida på AllAthletics”. all-athletics.com. Arkiverad från originalet den 3 december 2016. https://web.archive.org/web/20161203060710/http://www.all-athletics.com/node/74094. Läst 2 december 2016.
9. ↑  ”European Athletics Indoor Championships - Wien 2002” (på engelska). european-athletics.org. http://www.european-athletics.org/competitions/european-athletics-indoor-championships/history/year=2002/results/index.html. Läst 29 augusti 2017.
10. ↑  ”European Athletics Championships - München 2002” (på engelska). european-athletics.org. http://www.european-athletics.org/competitions/european-athletics-championships/history/year=2002/results/index.html. Läst 17 augusti 2017.
11. ↑  ”Bökigt 5000m - Garcia överlägsen i spurten”. friidrott.se. 11 augusti 2002. Arkiverad från originalet den 17 augusti 2017. https://web.archive.org/web/20170817204644/http://www.friidrott.se/live.aspx?id=49&day=6. Läst 17 augusti 2017.
12. 1 2 3 4  ”Personsida på IAAF:s webbplats”. iaaf.org]. https://www.iaaf.org/athletes/sweden/joakim-johansson-137344. Läst 2 december 2016.